# Harald Hilarius-Kalkau
Harald Axel Hilarius-Kalkau (21. oktober 1852 – 13. januar 1924) var en dansk officer og idrætsmand. Han var formand for Dansk Boldspil-Union (DBU) i perioden 1890 til 1894.

## Karriere
Hilarius-Kalkau var søn af proprietær Johan Frederik Hilarius-Kalkau (1809-1878) og Karen Margrethe Hansen (1816-1856). Fra 1862 gik han på Sorø Akademi, hvorfra han fik afgangseksamen 1871. Han blev sekondløjtnant i fodfolket 1874, elev i Hærens Officersskoles næstældste klasse 1876, premierløjtnant 1878, var adjudant ved 18. bataljon 1883-86, adjudant hos generalinspektøren for fodfolket 1886-89, kaptajn 1889, var chef for Hærens Gymnastikskole 1892-1902, blev oberstløjtnant 1902 og var først chef for 15. bataljon i København 1902-03 og så chef for 12. bataljon i Fredericia fra 1903 til 1912, hvor han gik på pension. Han blev Ridder af Dannebrog 24. februar 1896 og Dannebrogsmand 12. marts 1902 og var Ridder af Sankt Olavs Orden.

## Idrætsformand
Hilarius-Kalkau var meget optaget af idræt og boldspil. Han spillede fodbold i Kjøbenhavns Boldklub og han var formand for Dansk Boldspil-Union fra 1890 til 1894, formand for Dansk Hockey Union 1908-1919 samt formand for Udvalget for Danske Skolebørns Fælleslege fra 1912 til sin død. Allerede som elev på Sorø Akademi var han blevet en mesterlig kricketspiller, og han var især optaget af engelsk idrætsliv. Hilarius-Kalkau fik stor betydning for den militære idræt, fordi han tilføjede boldspil (fodbold, cricket, hockey, håndbold) til repertoiret på Gymnastikskolen. I 1894 aflagde han med et hold elever fra Gymnastikskolen et besøg på den britiske militære uddannelsesskole i Aldershot ved London, hvor hans elever gjorde Danmark ære.
Efter 1912 var han privat bosiddende først i Klampenborg og siden i København. Han var også anerkendt som en ivrig jæger og en fremragende ornitolog.
4. juli 1879 ægtede han i Vor Frue Kirke Vilhelmine Magdalene Verdier (26. maj 1856 i København – 26. april 1917 på Frederiksberg), datter af handskefabrikant André Paul Verdier (1821-1880) og Nielsine (Signe) Christiane Petersen (1830-1908). Hans datter Ebba ægtede fodboldspilleren Charles Buchwald.
Han var oprindeligt begravet på Bispebjerg Kirkegård, derefter er gravstedet flyttet til Garnisons Kirkegård, hvor det siden er blevet nedlagt.